# مارسيل مولر (لاعب كرة قدم)
مارسيل مولر هو لاعب كرة قدم سويسري في مركز الوسط، ولد في 1972. لعب مع نادي ويل.